# Арън Копланд
А̀рън Ко̀планд (на английски: Aaron Copland, /ˌærən ˈkoʊplənd/) е американски композитор, музикален педагог, диригент и писател.

## Биография
Роден е на 14 ноември 1900 г. в Бруклин, Ню Йорк, в еврейско семейство на собственик на магазин. Учи музика в родния си град и в Париж. От 20-те години си създава изестност с класически композиции, интегриращи елементи на популярната музика. През следващите десетилетия си създава сериозна репутация в музикалните среди, като е определян от композитори и критици като „доайен на американските композитори“.
Арън Копланд умира на 90 години от болест на Алцхаймер на 2 декември 1990 г. в Слипи Холоу, Ню Йорк.

## Личен живот
Копланд е гей мъж, но не се разкрива публично през живота си, дори и след Стоунуолски бунтове.
Той има връзка с фотографа Виктор Крафт, но двамата се разделят през 1944 г. По-късно има връзка с композитора Джон Бродбин Кенеди,